# Poddębce (obwód lwowski)
Poddębce, lub Poddubce (ukr. Піддубне, Piddubne, dawniej Піддубці, Piddubci) – wieś na Ukrainie, w rejonie czerwonogrodzkim obwodu lwowskiego. Wieś liczy około 200 mieszkańców.
Znajduje się tu przystanek kolejowy Poddębce, położony na linii Rawa Ruska – Czerwonogród (Krystynopol).

## Historia
3 lipca 1908 pożar strawił wieś. Dwór we wsi (właściciel Urbański) okazał się prawie obojętnym wobec pożaru.
W II Rzeczypospolitej do 1934 samodzielna gmina jednostkowa. Następnie należała do zbiorowej wiejskiej gminy Wierzbica w powiecie rawskim w woj. lwowskim. Po wojnie wieś weszła w skład nowej gminy Uhnów powiatu tomaszowskiego w woj. lubelskim. W 1951 roku Poddębce, Michałówka i Józefówka jako jedyne wsie gminy Uhnów (którą równocześnie przekształcono w gminę Machnów) zostały przyłączone do Związku Radzieckiego w ramach umowy o zamianie granic z 1951 roku.